# Набережная реки Ушайки
На́бережная реки́ Уша́йки — улица в центре Томска, пролегающая от Каменного моста до устья реки Ушайки. Посредством Каменного и Базарного мостов соединяется с площадью Ленина.

## История
Как улица известна с 1860-х годов. 
Согласно предположению томского краеведа Ю. П. Фёдорова, сделанному им при сопоставлении архивных данных, первые годы своего существования часть нынешней набережной реки Ушайки, расположенная между Базарным и Думским мостами, являлась начальной частью Милионной улицы (см.: Проспект Ленина).
В 1904—1906 годах была замощена, при этом, общественное управление возложило на домовладельцев улицы заботы по ежедневной уборке мостовой, а в летнее время — ещё и по её поливке.
У Думского моста силами города был разбит небольшой сад, к концу XIX века пришедший в запущенное состояние, в коем и пребывал до 1911 года, когда в нём навели порядок и присвоили название «Эрмитаж». Сад «Эрмитаж» играл заметную роль в жизни города: в летнее время здесь размещались рестораны со сценами, на которых проводились литературные и музыкальные представления, а в зимнее время — заливался каток и горки.
С конца XIX века у Думского (а позже — Каменного) моста работал цирк, который город сдавал в аренду разным антрепренёрам. В начале XX века в этом же здании разместился цирк Эразма Стрепетова, в который на гастроли приезжали Дуров, Лазаренко, Труцци. Помимо прочего, в цирке Стрепетова проводились выступления борцов,
в том числе Ивана Поддубного. По некоторым сведениям, здесь также проходили первые в Томске киносеансы.. Цирк на берегу Ушайки просуществовал до первых лет советского периода, после чего был снесён по причине ветхости.

## Современность
29 августа 2004 года, к 400-летию Томска, на Базарном мосту устроен фонтанный комплекс.
Двухэтажный дом № 12, на первом этаже которого размещались магазины, а второй — жилой, снесли в мае 2011 года, вместо него было построено четырёхэтажное здание административно-торгового комплекса.

## Достопримечательности
- дом 4 — бывший дом купца Банникова, в 1873 году здесь П. И. Макушиным был открыт первый в Сибири книжный магазин[6]  памятник архитектуры (региональный) № 7000191000
- дом 6 — бывший дом З. М. Цибульского  памятник архитектуры (региональный) № 7030449000
- дом 8 — бывший дом купчихи Ф. С. Пастуховой. В 1863 году здесь была открыта томская Мариинская женская гимназия. В 1880-х годах в доме жил Томский губернатор А. Ф. Анисьин.  памятник архитектуры (региональный) № 7000054000
- дом 16 — «губернаторский дом», здесь проживали томские губернаторы Н. В. Родзянко (1867—1871), А. П. Супруненко (1872—1879). исторический памятник (федеральный) № 7010042000
- дом 20, «Гоголевский дом», 1902 год, архитектор П. Ф. Федоровский  памятник архитектуры (региональный) № 7020039000
 Состояние в сентябре 2015 года